# Phytomyza matricariae
Phytomyza matricariae är en tvåvingeart som beskrevs av Friedrich Georg Hendel 1923. Phytomyza matricariae ingår i släktet Phytomyza och familjen minerarflugor.
Artens utbredningsområde är Österrike. Inga underarter finns listade i Catalogue of Life.